# Milena Gasperoni
Milena Gasperoni, née le 23 septembre 1961 à Saint-Marin, est une femme politique saint-marinaise, membre du Parti des socialistes et des démocrates. Elle est capitaine-régente du 1er avril au 1er octobre 2024 avec Alessandro Rossi.

## Biographie
Gasperoni nait le 23 septembre 1961 dans la ville de Saint-Marin[réf. à confirmer]. Elle fréquente l'université de Bologne, où elle obtient une maîtrise en droit administratif. Dans les années 1990, elle travaille en Émilie-Romagne comme avocate et notaire.
En 1995, Milena Gasperoni est nommée chef de l'Ufficio Programmazione Economica e Centro Elaborazione Dati e Statistica (it), le bureau de planification économique, de traitement des données et de statistiques de Saint-Marin. Elle occupe ce poste jusqu'en 2003, avant de recevoir un poste en 2004 au ministère des Affaires étrangères. Elle est ensuite directrice de l'Office du travail de 2005 à 2012 et directrice du Centre de formation professionnelle de Saint-Marin (it) de 2012 à 2023.
Milena Gasperoni accède au Grand Conseil général en mai 2015 pour combler un poste vacant à la suite des démissions de Claudio Felici et Stefano Macina (it), siégeant jusqu'aux élections de 2016 et étant membre du Parti des socialistes et des démocrates (PSD),. En tant que membre du Grand Conseil, Milena Gasperoni contribue à la rédaction de plusieurs projets de loi, notamment sur les marques et les brevets et sur la réglementation du marché du travail.
En octobre 2023, Milena Gasperoni retrouve pour la deuxième fois un siège au Grand Conseil, en remplacement du démissionnaire Giacomo Simoncini,. Elle devient membre des commissions sur les affaires constitutionnelles et les finances. En mars 2024, Milena Gasperoni est élue, avec Alessandro Rossi, comme l'un des deux capitaines-régents, ce qui est considéré comme une surprise puisqu'elle est désignée par l'alliance d'opposition Nous pour la République,.